# Thurleigh Castle
Thurleigh Castle, auch Bury Hills genannt, ist eine abgegangene Burg in der Pfarre Thurleigh in der englischen Grafschaft Bedfordshire.

## Details
Die Ruine, die heute als Scheduled Monument gilt, wird als Bury Hill Camp, eine Motte mit drei Fischteichen, beschrieben. Der Mound ist bemerkenswert, da er oben zwei Ebenen hat, und die Vorburg hat eine unübliche Form und ist besonders groß.
Der Mound ist aus Erde, hat einen ovalen Grundriss, ist am Fuß 60 Meter lang und 40 Meter breit und oben 40 Meter lang und 20 Meter breit. Die höhere Gipfelfläche befindet sich im Nordosten und trug vermutlich die Festung. Südlich des Mounds befindet sich die Vorburg mit unregelmäßiger Form und einer Grundfläche von 200 Meter  270 Meter.
Bei Ausgrabungen in den 1970er-Jahren fand man wenige Überbleibsel der normannischen Burg, aber die Fundstücke legen den Schluss nahe, dass das Gelände in der Eisenzeit, zu Zeiten der römischen Besatzung und in angelsächsischer Zeit besiedelt war. Man hat postuliert, dass Thurleigh Castle das östlichste einer Reihe von Verteidigungsbauwerken am Oberlauf des Flusses Great Ouse gewesen sei. Die Reihe erstreckt sich bis Odell. Der Bau der Burg wird König Stephan (1135–1154) zugeschrieben. Der größte Teil des Geländes wurde seither verändert und die Klassifizierung als Scheduled Monument bezieht sich hauptsächlich auf den Untergrund. Heute sind von der Burg nur noch Erdwerke erhalten.